# 獼猴桃輪盾介殼蟲
獼猴桃輪盾介殼蟲（学名：Aulacaspis actinidiae）为盾介殼蟲科輪盾介殼蟲屬下的一个种。